# ロッブリーFC
ロッブリーFC（タイ語: สโมสรฟุตบอลจังหวัดลพบุรี, 英語: Lopburi Football Club）は、タイ王国のロッブリー県をホームタウンとするサッカークラブ。

## 歴史
1984年にタイFAカップで優勝、2007年にはプロヴィンシャル・リーグ（プロ・リーグ）で優勝した。2008年にリージョナルリーグ・ディヴィジョン2の中央・東部リーグに加入した。

## タイトル

### 国内タイトル
- プロヴィンシャル・リーグ (1) : 2007

## 過去の成績
- 2007 プロヴィンシャル・リーグ 優勝
- 2008 リージョナルリーグ・ディヴィジョン2 : グループB 5位
- 2009 リージョナルリーグ・ディヴィジョン2 中央・東部 : 5位
- 2010 リージョナルリーグ・ディヴィジョン2 中央・東部 : 4位
- 2011 リージョナルリーグ・ディヴィジョン2 中央・東部 : 6位
- 2012 リージョナルリーグ・ディヴィジョン2 中央・東部 : 10位
- 2013 不明